# 2922 Dikanʹka
A 2922 Dikanʹka (ideiglenes jelöléssel 1976 GY1) a Naprendszer kisbolygóövében található aszteroida. Nyikolaj Sztyepanovics Csernih fedezte fel 1976. április 1-én.